# Provansalske Alpe
Provansalske Alpe in Predalpe so skupina Zahodnih Alp v jugovzhodni Franciji.
Najvišji vrh je Tête de l'Estrop z 2.961 m, zelo slaven pa je Mont Ventoux (1912 m) zaradi vzpona kolesarjev na kolesarski dirki po Franciji.
V kompleksu je biosferni rezervat.
Soteska Verdon (francosko Les Gorges du Verdon  ali Grand Canyon du Verdon) velja za turistično zanimivost zaradi izjemne narave in 21 km dolge soteske. 

## SOIUSA-klasifikacija
Provansalske Alpe in Predalpe tvorijo Odsek 3 po razvrstitvi SOIUSA v južnih Zahodnih Alpah. Delijo se v:
- 3.I: Provansalske
- 3.II: Predalpe Digne
- 3.III: Predalpe Grasse
- 3.IV: Predlpe Vaucluse

Poddsek 3.II, 3.III in 3.IV sodijo tudi v Provansalske Predalpe.

## Etimologija
Provence je zgodovinska regija, danes del upravne regije Provansa-Alpe-Azurna obala

## Geografija
Administrativno območje spada v francoske departmaje Vaucluse, Alpes-Maritimes in Alpes-de-Haute-Provence.
Zahodna pobočja pogorja odmaka reka Rona preko reke Durance in drugih pritokov, medtem ko njen jugovzhodni del odteka v Var in več manjših rek, ki tečejo neposredno na Sredozemsko morje.

## Pomembni vrhovi
Nekaj pomembnih vrhov v pogorju:
| Ime                      | višina v m |  |
| ------------------------ | ---------- |  |
| Tête de l'Estrop         | 2.961      |  |
| Grande Séolane           | 2.909      |  |
| Trois-Évêchés            | 2.818      |  |
| Montagne du Cheval Blanc | 2.323      |  |
| Mourre de Chanier        | 1930       |  |
| Mont Ventoux             | 1.912      |  |
| Montagne de Lure         | 1.826      |  |

## Karte
- French official cartography (Institut Géographique National - IGN); on-line version: www.geoportail.fr